# バイ・アレーナ
バイ・アレーナ（BayArena）は、ドイツのレバークーゼンにあるサッカー専用スタジアム。1958年に建設された。

## 概要
開場当初はウルリッヒ＝ハーバーラント・シュタディオン (Ulrich-Haberland-Stadion) という名前で、20,000人収容のスタジアムだった。これはレバークーゼンに本社を置くバイエルの当時の社長で、バイエル・レバークーゼンの創設者でもあった人物の名前にちなんだものである。1986年から10年がかりで改修が行われ、1998年には現在のバイ・アレーナに改称され収容も22,500人となった。
1999年にはスタジアム内にホテルも完成し、また高級レストランや会議室も備えている。
2006年FIFAワールドカップの際には会場候補として名乗りを挙げたが、スタジアムの収容が国際サッカー連盟の規定の40,000人に満たないため断念された。
2008-2009シーズンに改装工事が行われ、総額7000万ユーロを投じたスタジアムは収容人数22,500から30,210になった。